# Дмитренко, Алексей Яковлевич
Алексей Яковлевич Дмитренко (5 февраля 1930, Анисов — 23 октября 2012, там же) — известный картофелевод Украинской ССР, звеньевой колхоза «Всемирный Октябрь» Черниговского района Черниговской области. Герой Социалистического Труда (1966).

## Биография
Родился в крестьянской семье. Окончил шесть классов Анисовской школы-семилетки. В 1944 году начал трудовую деятельность в местном колхозе.
В 1950—1953 годах проходил действительную срочную военную службу в рядах ВС СССР. После демобилизации вернулся в родное село, с 1954 года — тракторист.
В 1963 году возглавил механизированную звено по выращиванию картофеля, одним из первых на Украине полностью механизировал все работы по ее выращиванию. Ввел комбинированный способ посадки и последующий механизированный возделывание картофельных насаждений. В 1968 и 1971 годах возглавляемая А. Я. Дмитренко звено получило самые высокие на Украине урожаи картофеля — по 365 центнеров с гектара. Также был зачинателем движения за передачу всех пахотных земель механизированным звеньям.
В 1977 году назначен помощником бригадира машинно-тракторного парка колхоза «Всемирный Октябрь».
Член КПСС с 1965 года. Избирался делегатом III Всесоюзного съезда колхозников (1969), депутатом Черниговского областного совета (1975—1979).

## Награды
Указом Президиума Верховного Совета СССР от 30 апреля 1966 года присвоено звание Героя Социалистического Труда с вручением ордена Ленина и золотой медали «Серп и Молот».
Награжден орденом Октябрьской Революции (1976), тремя золотыми, двумя серебряными, двумя бронзовыми медалями ВДНХ.
Лауреат Государственной премии Украинской ССР (26.04.1977).
Награждён Почётной грамотой Черниговского обкома КПУ и облисполкома (1982).